# Kistat Lund
Kîstat Lund (født 11. oktober 1944 i Ammassivik og døde 8. januar 2017 i Qaqortoq) var en grønlandske kunstner.

## Liv
Kîstat Lund var født uden for ægteskab og datter af Birtha Johanne Lund Poulsen (1919-?). Hendes bedstefar Louis Lund (1889-?) war den yngste bror til digter og maler Henrik Lund (1875-1948). Hendes bedstemor var Marie Kathrine Elisabeth Julia Johannesen (1893-?). Den 18. Januar 1978 giftede Kîstat Lund sig i byen Narsaq med den danske lærer Frank Vraa (*1952). Han var søn af tømrer Christian Laursen Nyskov Vraa og fru Eleonora Kirstine Christensen. Kîstat Lund og Frank Vraa fik børnene Aka Lund (*1968) og Milan Vraa (*1979).
Kîstats Lunds mor arbejdede i Qaqortoq og derfor tilbragte hun mange år af hendes barndom hos sine bedsteforældre i Ammassivik. Hun fik fortalt mange sydgrønlandske myter fra hendes bedstemor og andre ældre, som senere fungerede som inspirationskilde. Hun tegnede meget i hendes barndom og ville senere gerne være arkitekt. Da hun var 12 år gammel flyttede hun til sin mor i Qaqortoq. Hun blev i 1963 færdig med folkeskolen i Nuuk og flyttede derefter til Danmark, hvor gik i skole i Viborg før hun fortsatte på gymnasiet i 1966. Hun blev i 1970 færdig med at uddanne sig til lærer fra lærerseminaret i Hjørring. Herefter begyndte hun at arbejde som lærer i Grønland og arbejde fra 1975 i Narsaq. Fra 1986 til 1987 videreuddannede hun sig fra danmarks lærerhøjskole og blev ved siden af undervist af Karin Nathorst Westfeldt.
Kîstat Lund udstillede først gang sin kunst i 1974. Sidenhen havde hun solo og gruppeudstillinger i hele Skandinavien, Nordamerika, Tyskland og Japan. Hun arbejdede med grafik, Oliemaling, akvarel, pastel, papirsnit, relief og gobeliner. Hun nævnte amerikaneren Georgia O'Keeffe som inspirationskilde. Hovedsageligt malede hun forsimplede, men udtryksstærke landskabsbilleder. senere fremstillede hun også abstrakte billeder. Hendes værker hænger i talrige offentlige bygninger i Grønland. Herudover skabte hun værker til for eksempel Thulebasen og regeringsbygningen, designede frimærker og illustrerede bøger.
Kîstat Lund blev blandt anden tilegnet den grønlandske kulturpris i 1989. i 1997 blev hun benådet med ridderkorset af Dannebrogordenen. Hun var herudover medlem af flere grønlandske kulturelle foregninger og udvalg.. Kîstat Lund døde i begyndelsen af 2017 i en alder af 72 år i sygehuset i Qaqortoq.

## Udvalgte værker
- 1977: Bjergmassiv (Oliekridt)
- 1982: Grønlandsk fodbold (Metalrelief)
- 1984: Elv mellem klipper
- 1985: Zwei Triptychons (Oliemaleri)
- 1986: Den giftsyge ravn, Den første flyver, Ørnen og hvalen, Om manden, der skaffede et forspand af ræve (papirsnit)
- 1986: Bjerge (triptykon)
- 1986: Hvordan tågen bliver til
- 1987: Bjergkæde med sne
- 1988: Edderfugl og Måger (collage)
- 1988/89: Sagnet om nordlyset (trærelief)
- 1988/89: Havets Rigdom (træskulptur)
- 1989: Forår (gobelin)
- 1989: Illerfissalik, Fåreholderstedet (triptykon)
- 1992: Fjeldvægge